# Henry Walter Barnett
Henry Walter Barnett (25. ledna 1862 – 16. ledna 1934), obvykle známý jako H. Walter Barnett, byl australský fotograf a filmový tvůrce. Byl významným portrétním fotografem na konci 19. a počátku 20. století, vlastník úspěšných fotostudií Falk v Sydney. Později ve své kariéře sídlil v Londýně, kde měl portrétní studio v Hyde Park Corner a Knightsbridge. Barnett se v roce 1896 po seznámení s kameramanem Mariusem Sestierem angažoval ve filmu, a Sestier natočil některé z prvních filmů natočených v Austrálii.

## Život a kariéra
Barnett se narodil 25. ledna 1862 v St Kilda, Melbourne, Austrálie, jako jeden ze sedmi dětí anglickým židovským rodičům Lewisovi Barnettovi, obchodníkovi, a jeho manželce Alici Jacobsové. Školu opustil ve 13 letech a začal svou fotografickou kariéru jako studiový asistent, později se svým obchodním partnerem Haroldem Riisem založil ateliér v Hobartu v Tasmánii. V roce 1884 prodal svůj podíl ve studiu Hobart, cestoval a pracovali různě v Londýně a ve Spojených státech. Během svého působení v Londýně se nechal zaměstnat u fotografů vyšší společnosti Williama & Daniela Downey, kde pomáhal například u fotografování budoucího krále Edwarda VII.

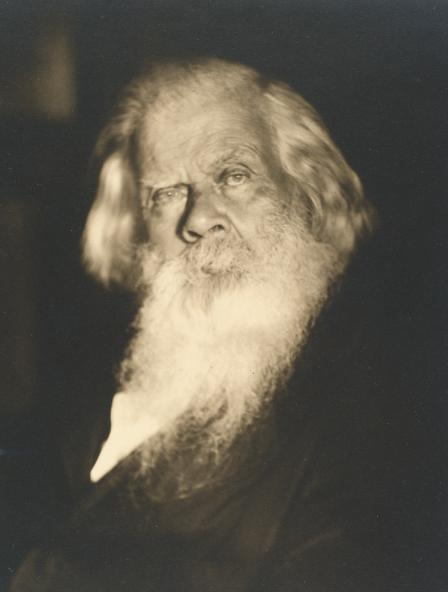
Henry Parkes, 1893

V roce 1885 založil Barnett vlastní ateliér Falk v Sydney,, ve kterém se etabloval jako jeden z předních australských portrétních fotografů. Druhé studio otevřel v Melbourne v roce 1895. Byl známý zejména fotografováním divadelních hvězd a dalších osobností; jednou z jeho nejznámějších byla Sarah Bernhardtová, která za ním přijela během návštěvy Austrálie v roce 1891. Další prominentní návštěvníky Austrálie, které Barnett fotografoval byli také Robert Louis Stevenson v roce 1893 nebo Mark Twain v roce 1896. Jedním z jeho nejvýznamnějších prací byl portrét Henryho Parkese, ve které podle Ennis (2004) "hraje Parkes roli moudrého starce, jehož intenzivní výraz vyvolává vnímání evokuje jasnovidce". Barnett se oženil s Hildou "Ellou" Frances Clementou Forbesovou v roce 1889.
V roce 1896 se Barnett setkal s francouzským kameramanem Mariem Sestierem, agentem prvních filmařů, jako například bratři Lumièreovi, které pověřil, aby prezentovali své filmografy v zahraničí. Barnett a Sestier začali natáčet filmy, počínaje krátkým filmem cestujících, kteří vystupují z lodi SS Brighton v Manly, což bylo vůbec první filmové natáčení v Austrálii. Spolu natočili přibližně 19 filmů v Sydney a v Melbourne, nejpozoruhodnější byl film z roku 1896 koňský dostihový závod Melbourne Cup. Ve filmu je Barnett viděn, jak povzbuzuje diváky, aby fandili, když koně překonávají cílovou čáru. Film Melbourne Cup měl premiéru v The Princess Theatre v Melbourne dne 19. listopadu 1896. Událost byla zmíněna v australském tisku, včetně The Age a The Bulletin a film byl citován jako první filmová produkce Austrálie.
V roce 1897 se Barnett přestěhoval do Londýna a založil fotografické studio v Hyde Park Corner, později přidal druhé studio v Knightsbridge. V roce 1899 vstoupil do fotografické společnosti The Linked Ring,, v roce 1901 byl zakládajícím členem Asociace profesionálních fotografů (později British Institute of Professional Photography), a v roce 1903 byl zvolen do rady Královské fotografické společnosti. V roce 1904 publikoval sbírku fotografií nejvýznamnějších osobností s názvem A List of Well Known People Photographed by H. Walter Barnett. Vystavoval sbírku fotografií britských ozbrojených sil z první světové války roku 1917, nazvaný Warriors All.
Na konci roku 1910 se Barnett se svým kolegou Williamem Crookem vydali na cestu do USA. Lednový časopis American Photography o tom napsal:
Dva z nejznámějších portrétních fotografů v Anglii [sic Británie], William Crooke z Edinburghu a Walter Barnett z Londýna odpluli dne 17. prosince na turné s dobou trvání šesti týdnů do Spojených států, během níž hodlají navštívit některé z předních odborníků ve městech New York, Philadelphia, Baltimore, Washington, Pittsburg, St Louis, Chicago, Milwaukee, Niagarské vodopády, Buffalo, Rochester, Boston a další.
Tito dva pánové byli požádáni některými jejich americkými přáteli, aby přivezli s sebou sbírky svých portrétních prací.
V souladu s tím bude mít pan Crooke s sebou asi šedesát svých velkých obrazů pořízených během posledních několika let, z nichž mnohé byly na výstavách Královské fotografické společnosti a Salonu.

Barnett v roce 1920 prodal svá londýnská studia a přestěhoval se do Dieppe ve Francii, kde si udržoval zájem o současné francouzské umění. Zemřel v Nice dne 16. ledna 1934 ve věku 71 let.

## Galerie

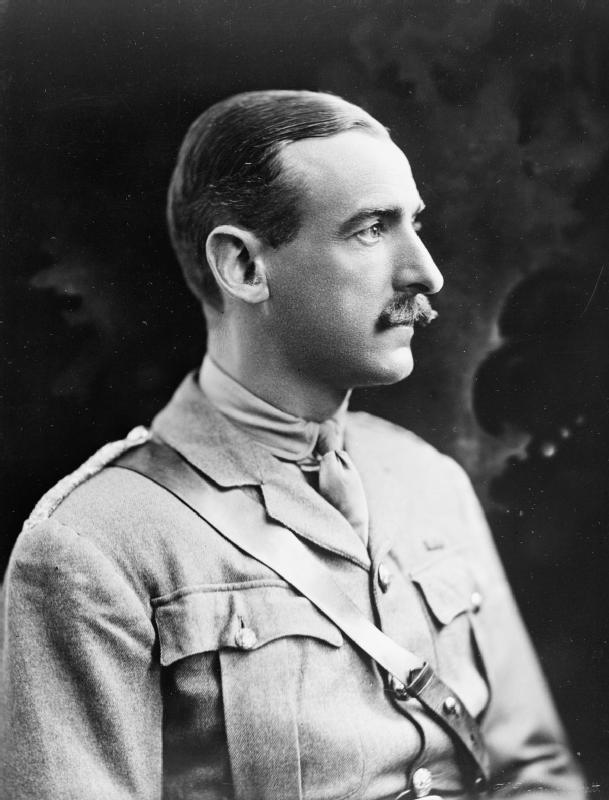
Adrian Carton de Wiart
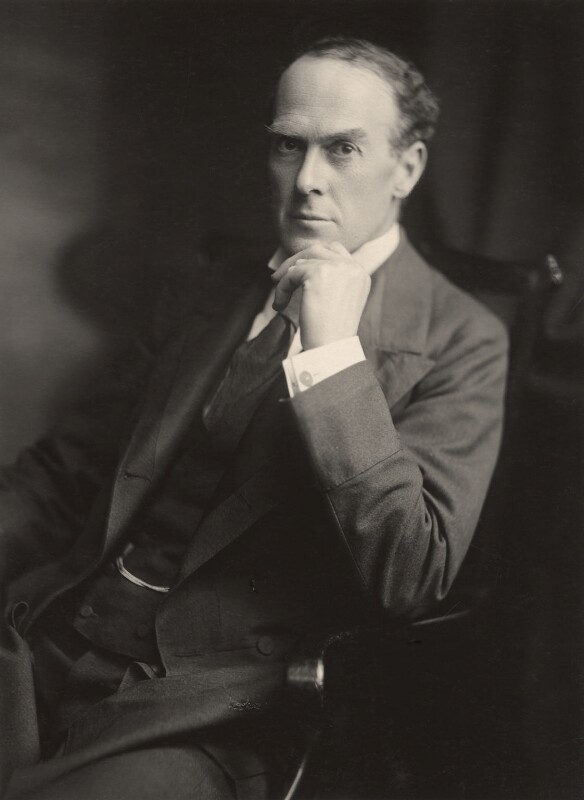
Alfred Lyttelton
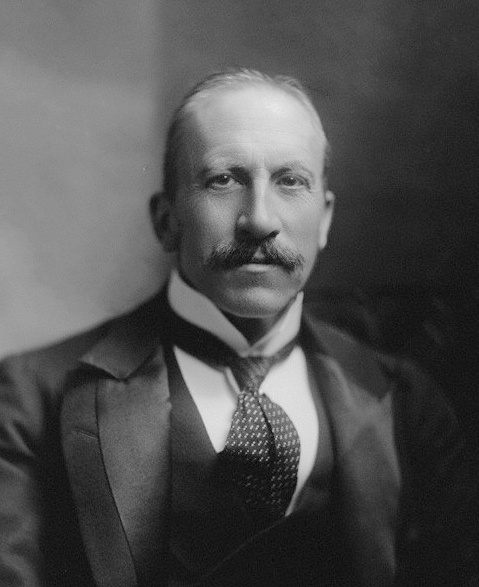
Britský státník Alfred Milner
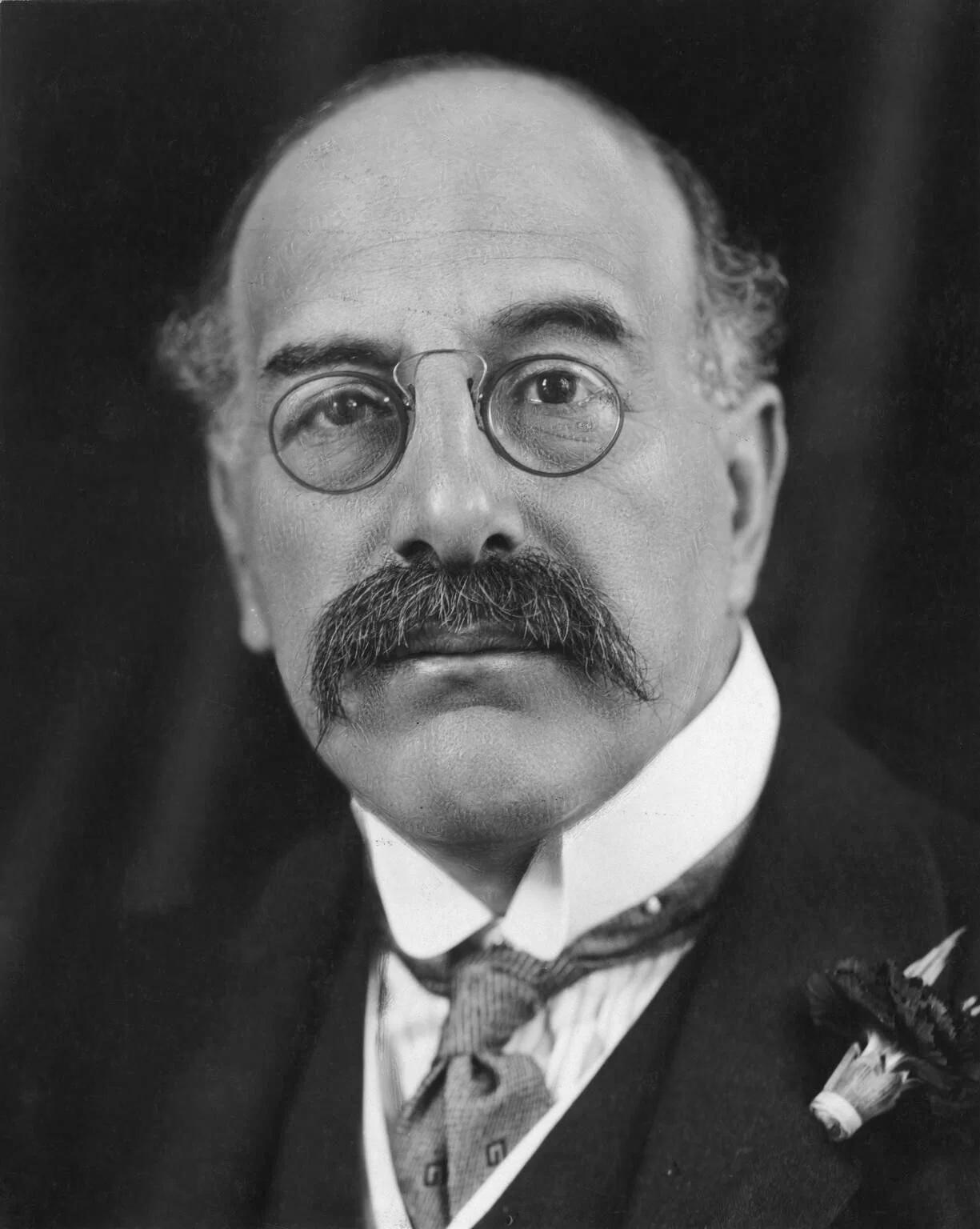
Baron Alfred Mond
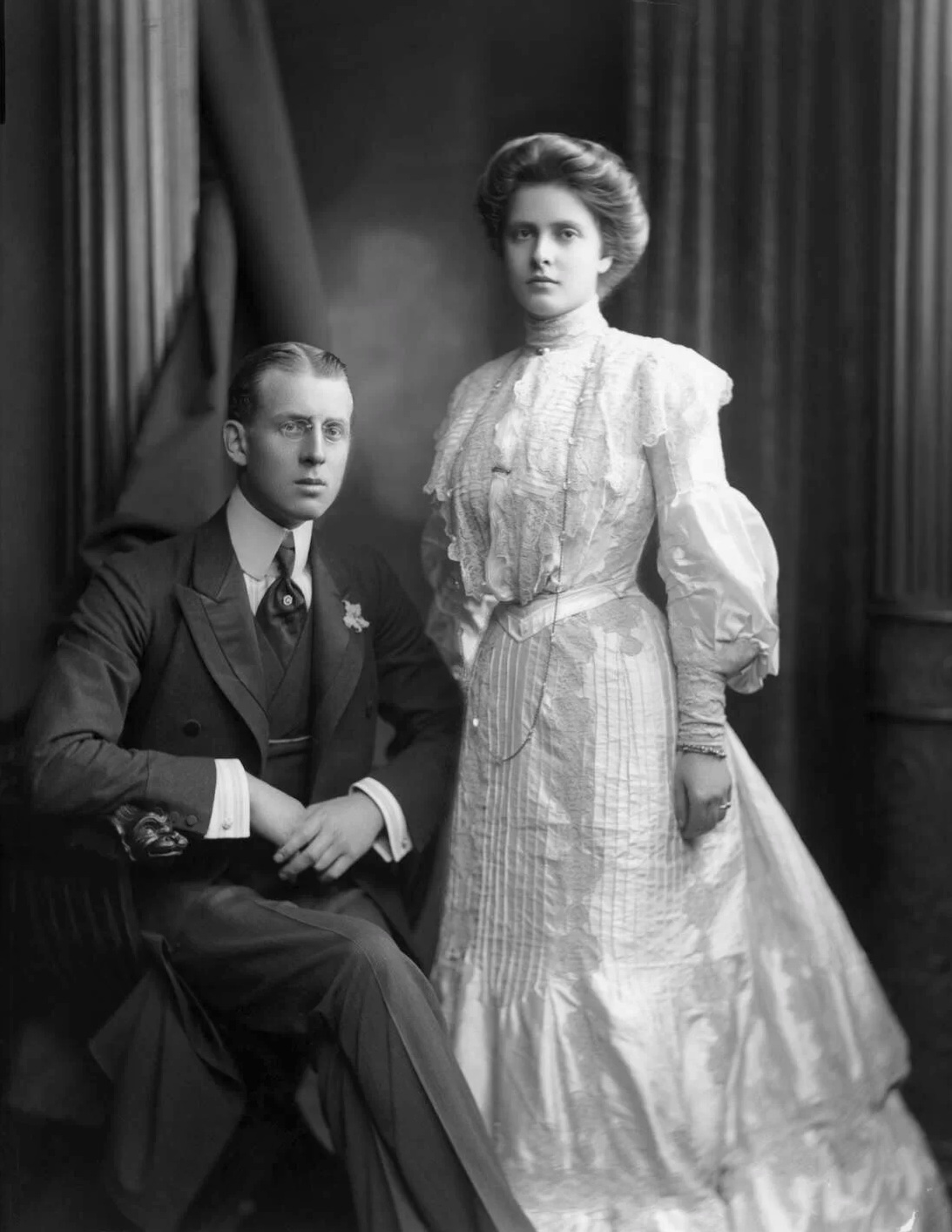
Andreas von Griechenland
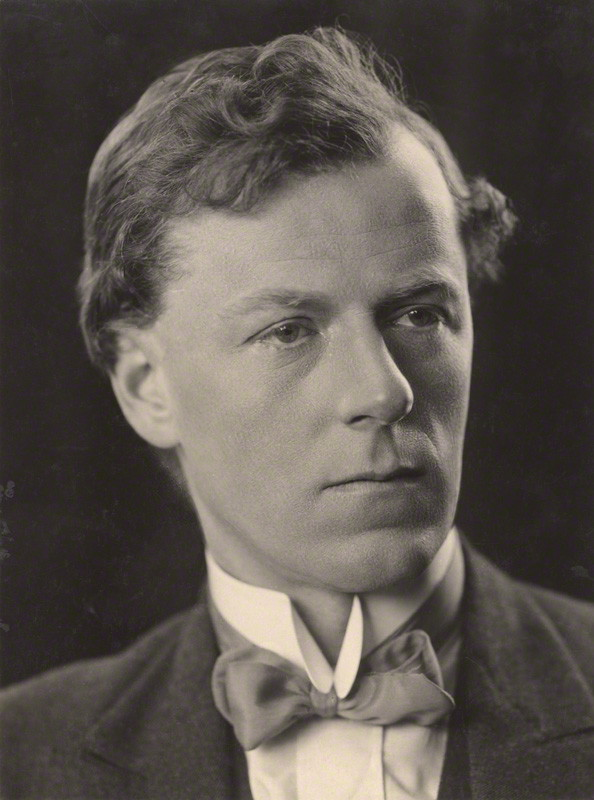
Arthur Comyns Carr
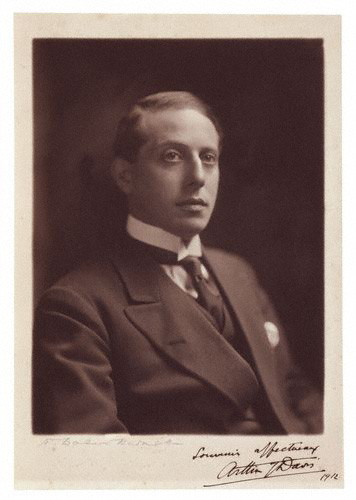
Arthur Joseph Davis
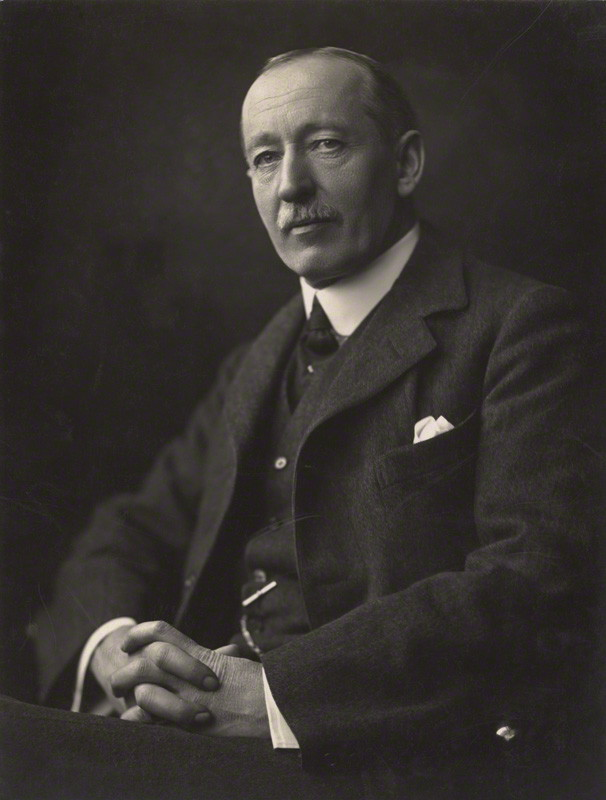
Arthur Stockdale Cope
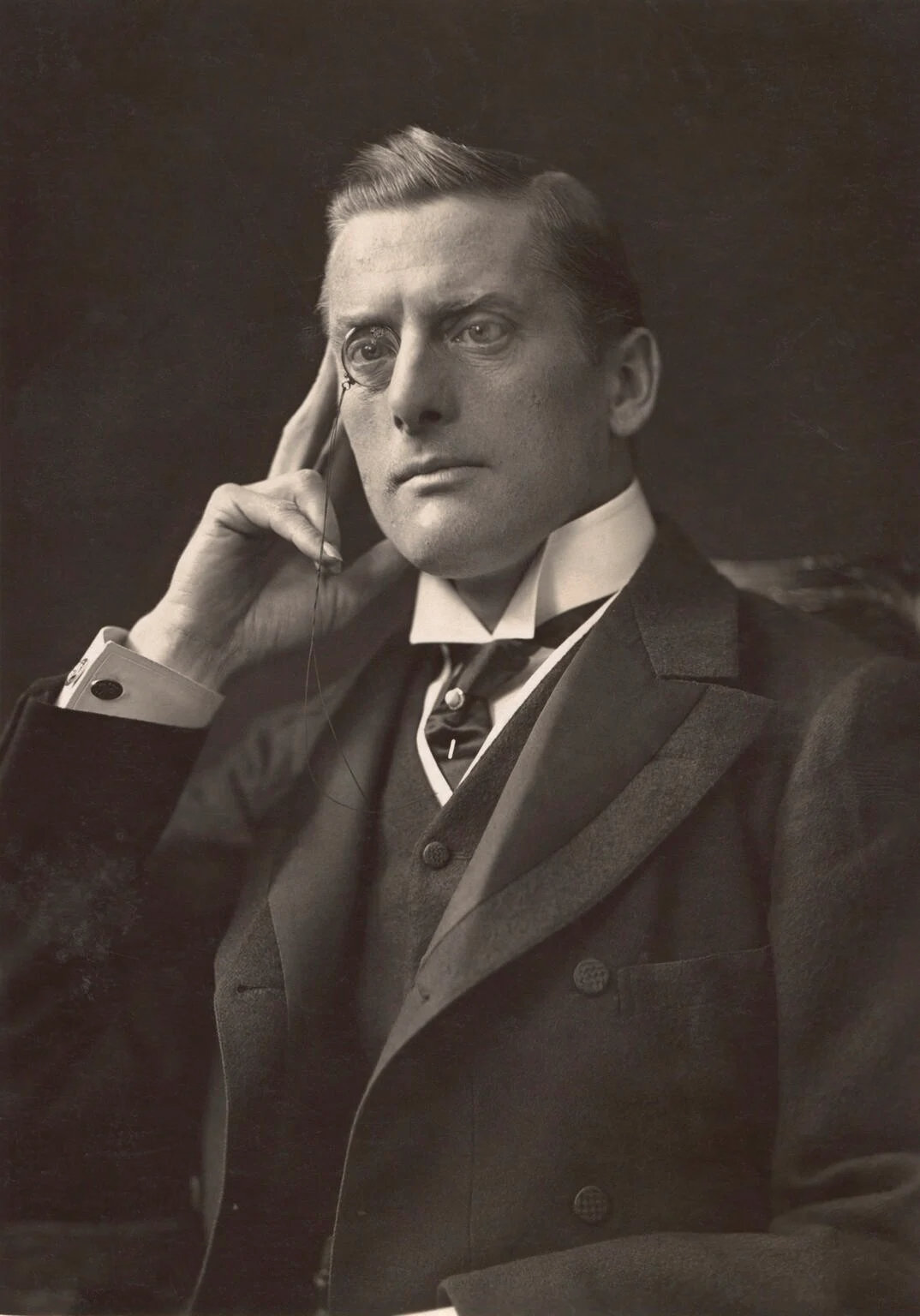
Austen Chamberlain
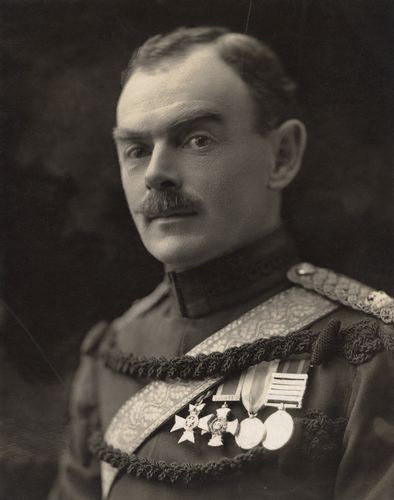
Hrabě Charles Gordon-Lennox
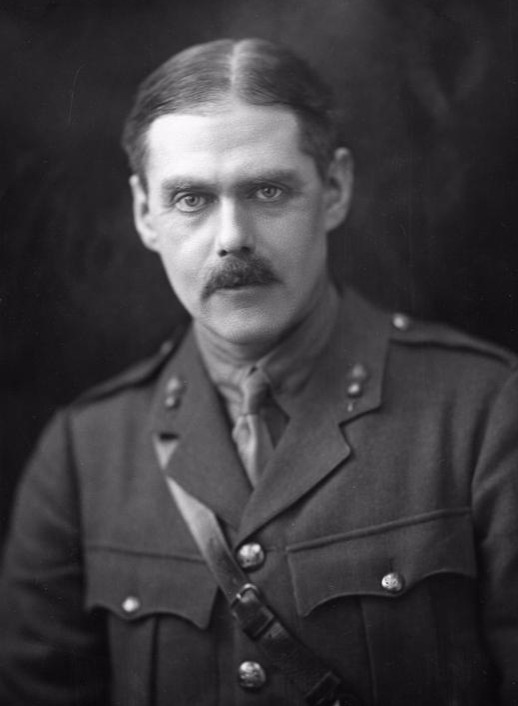
Charles Henry Lyell
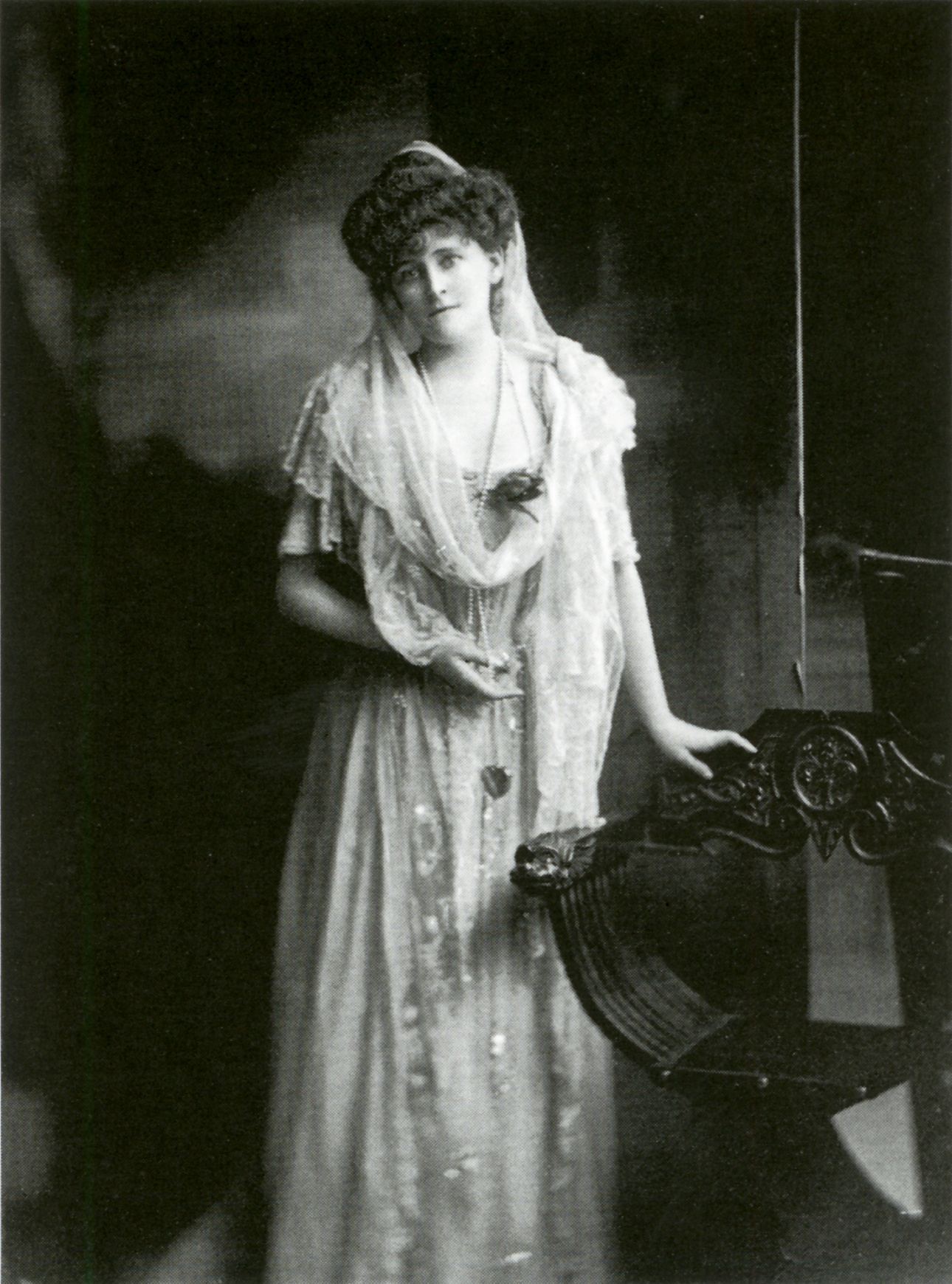
Daisy Greville, Hraběnka z Warwicku
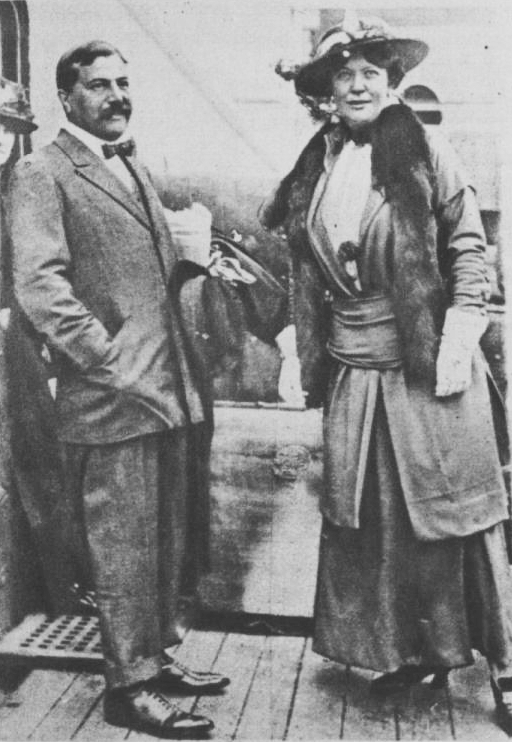
Edgar Speyer a Leonora Speyer
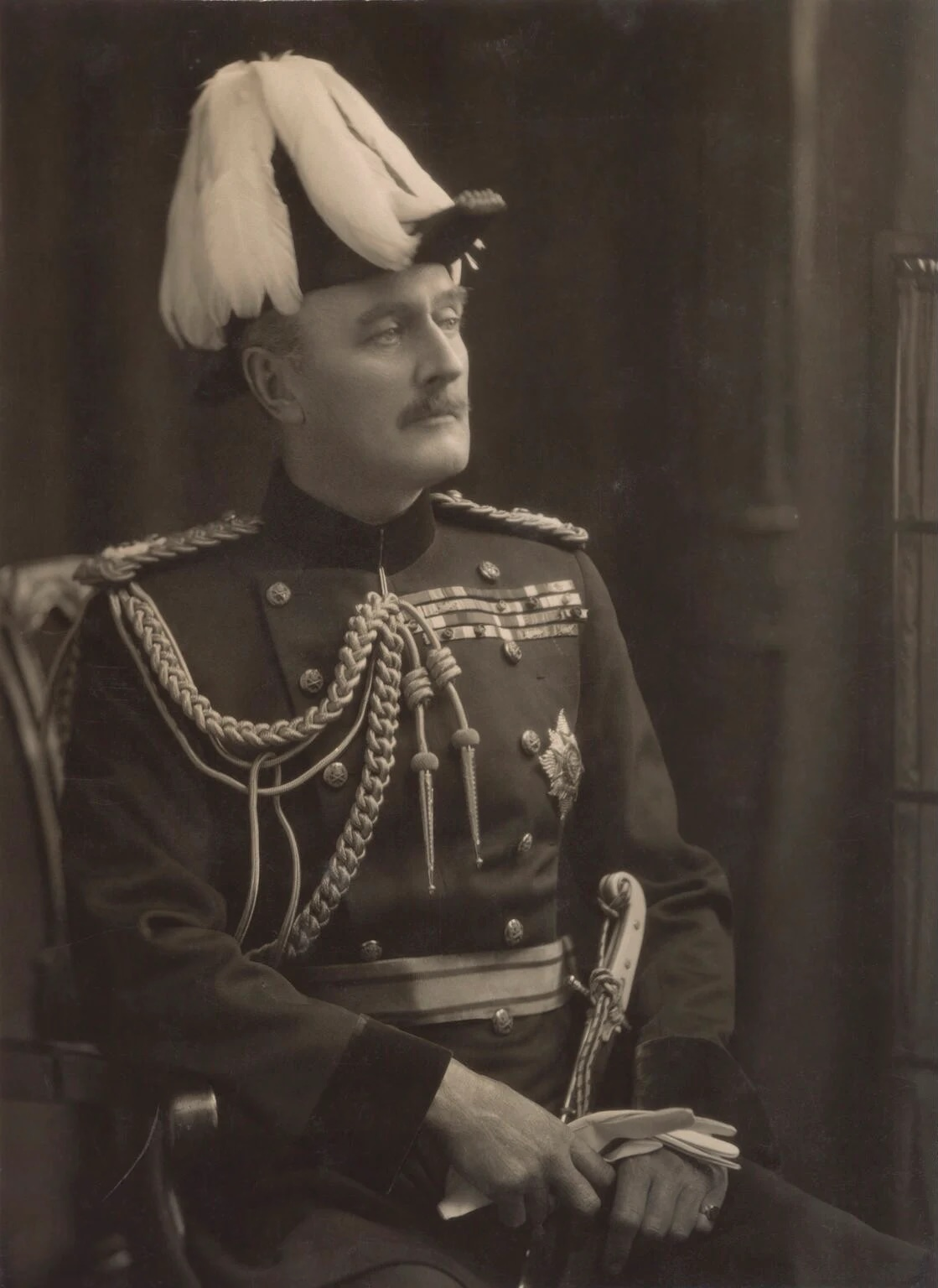
Edmund Allenby, vikomt z Allenby
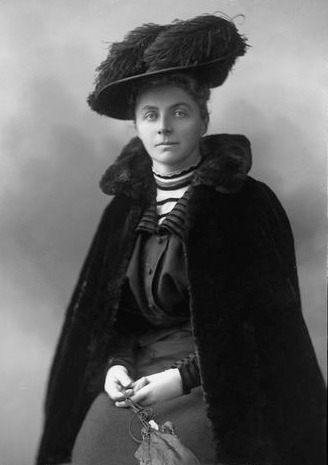
Emily Hobhouse
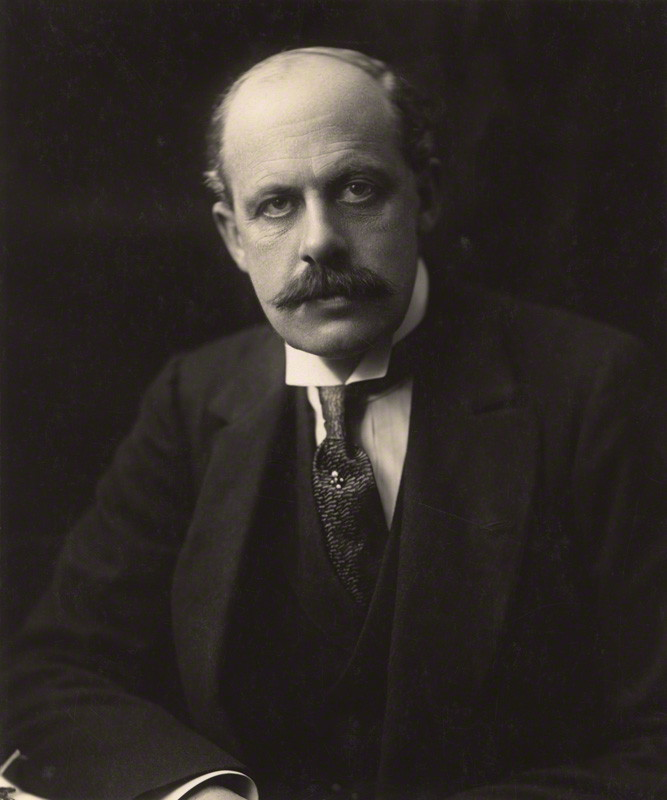
Eric Hambro
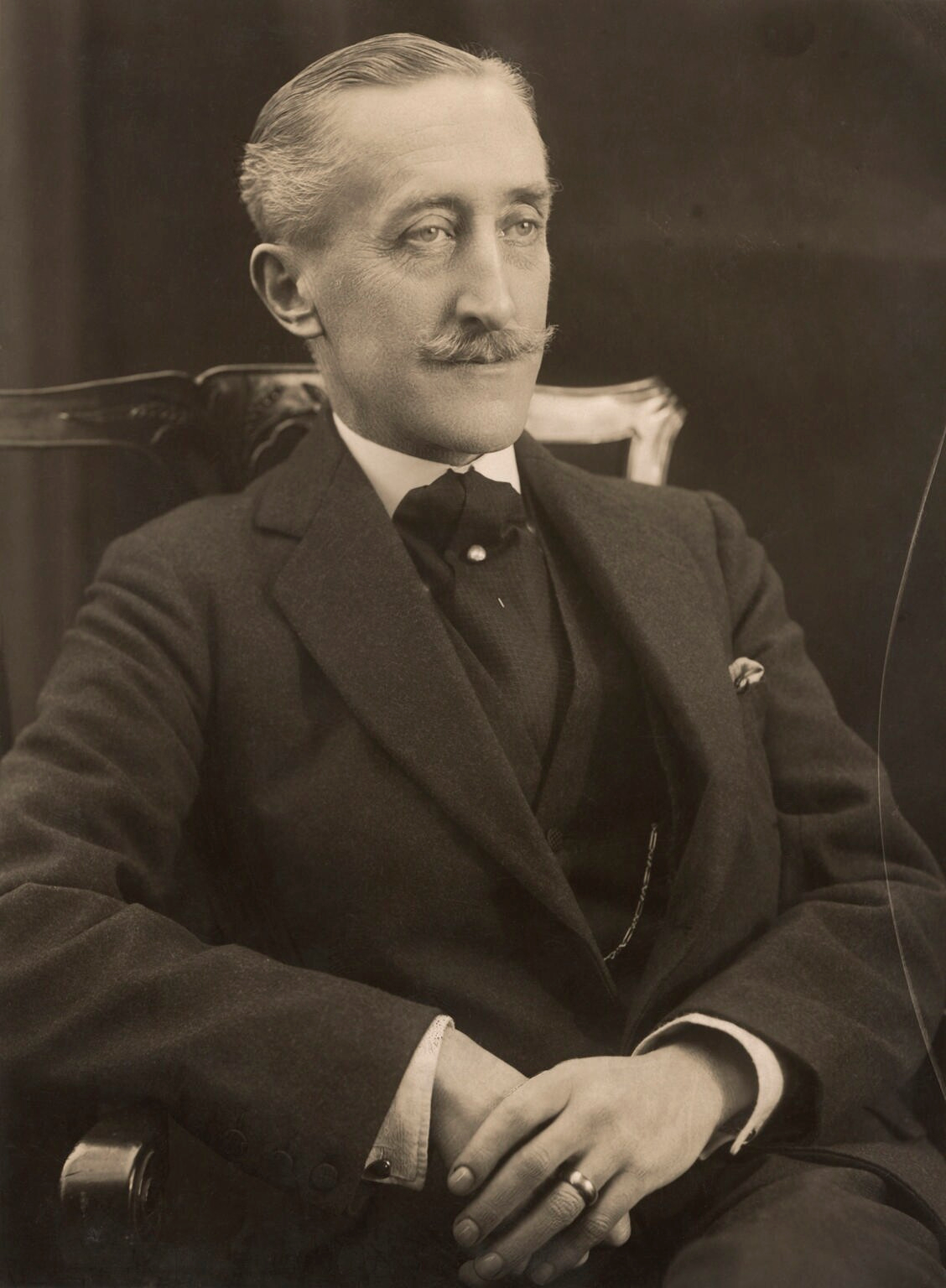
Freeman Freeman-Thomas, Markýz z Willingdonu
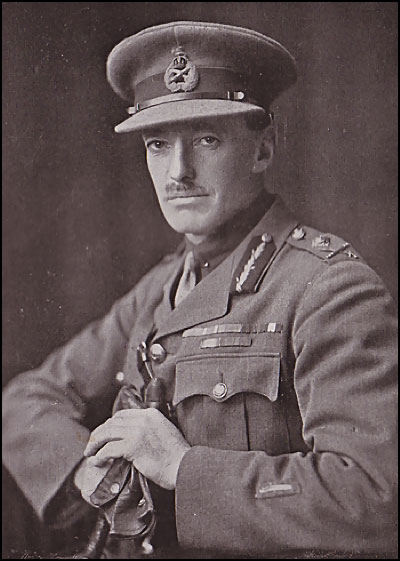
Major-General G. F. Boyd
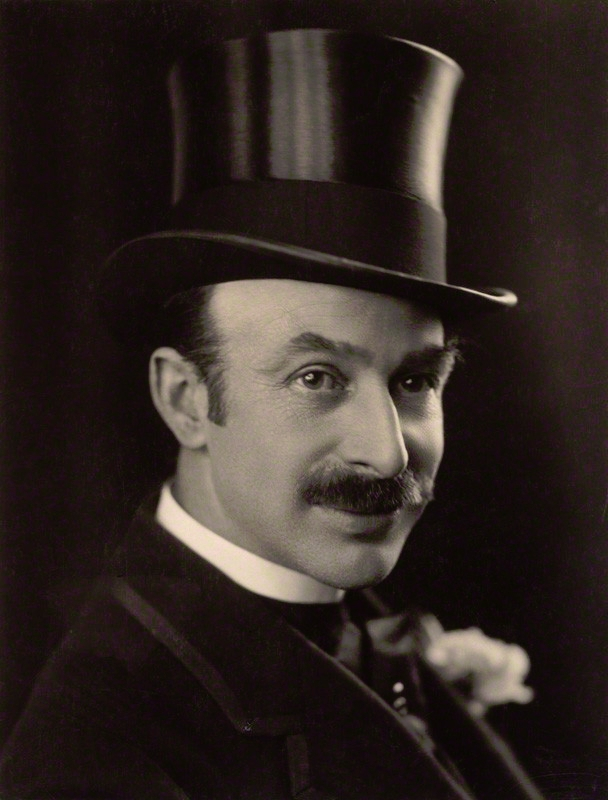
Garrard Tyrwhitt-Drake
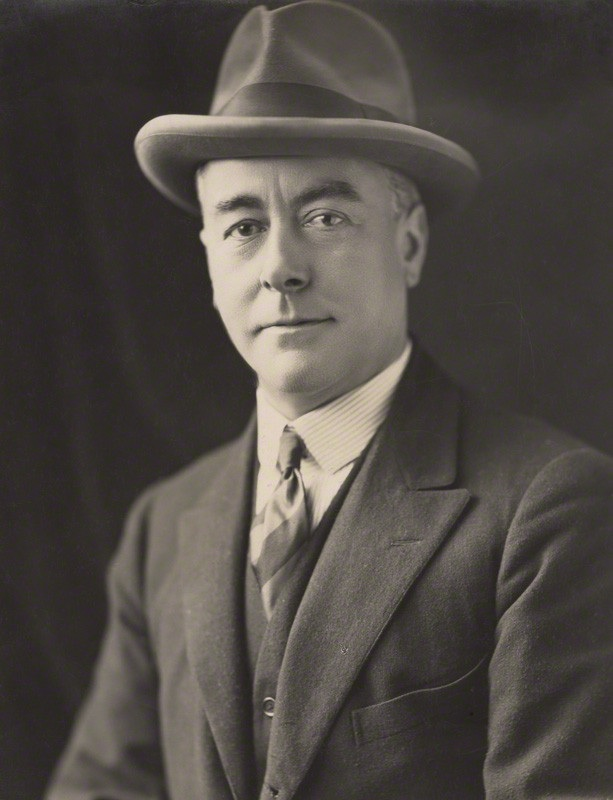
George Robey
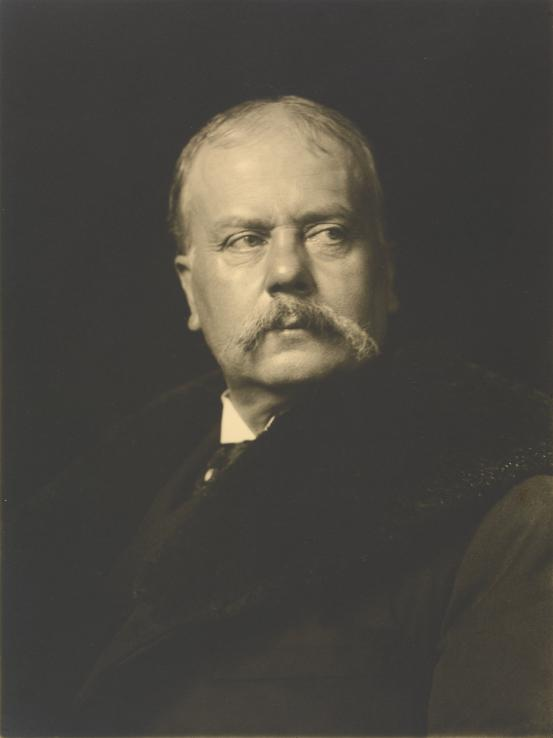
Henri Kowalski
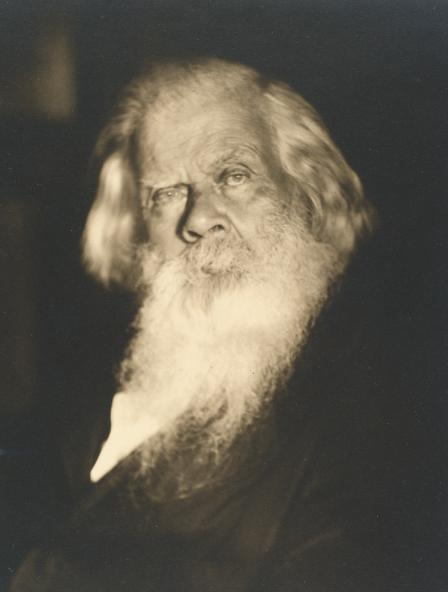
Henry Parkes
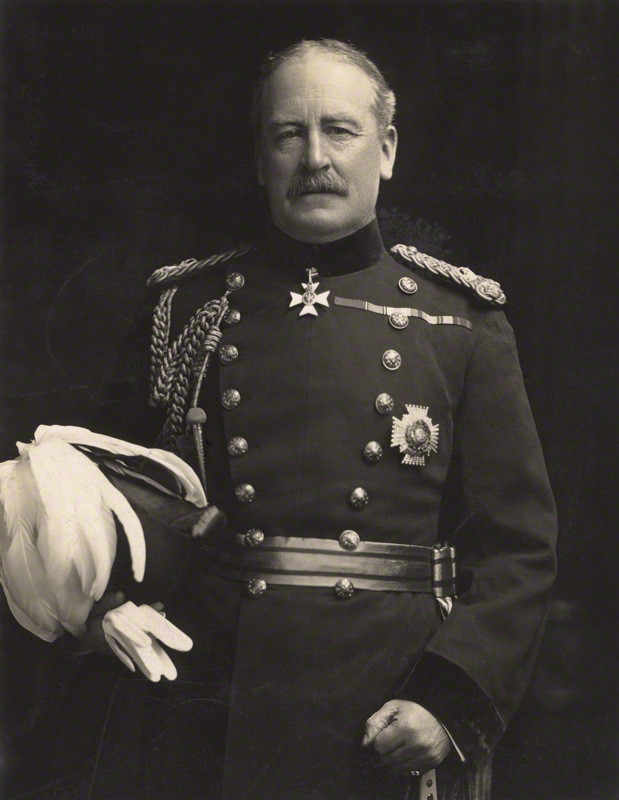
Herbert Miles
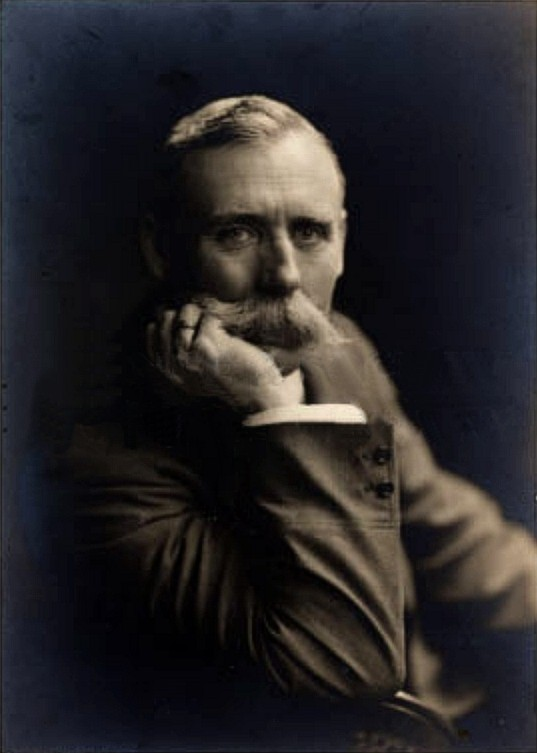
James Booker Blakemore Wellington
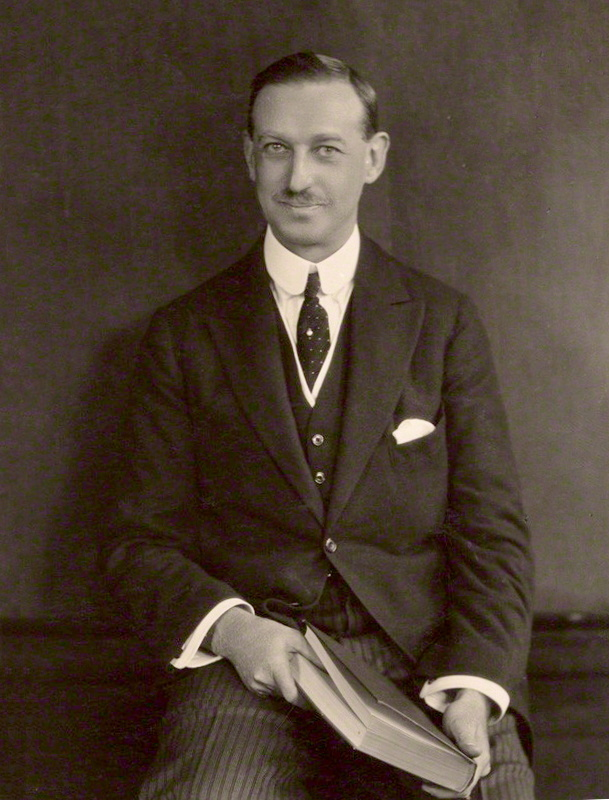
James Stanhope, 7th Earl Stanhope
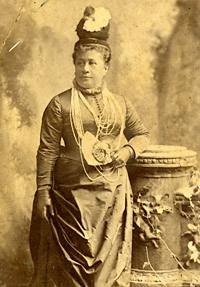
Queen Kapiolani
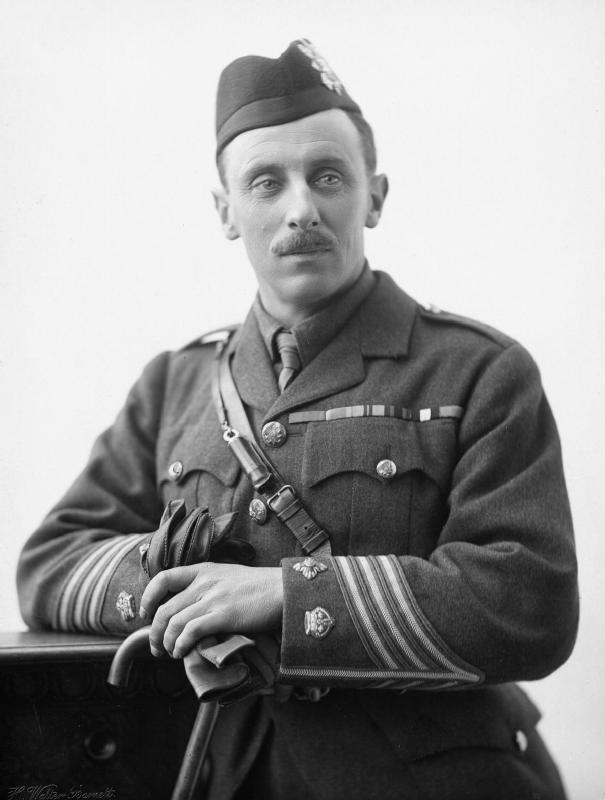
Lewis Pugh Evans
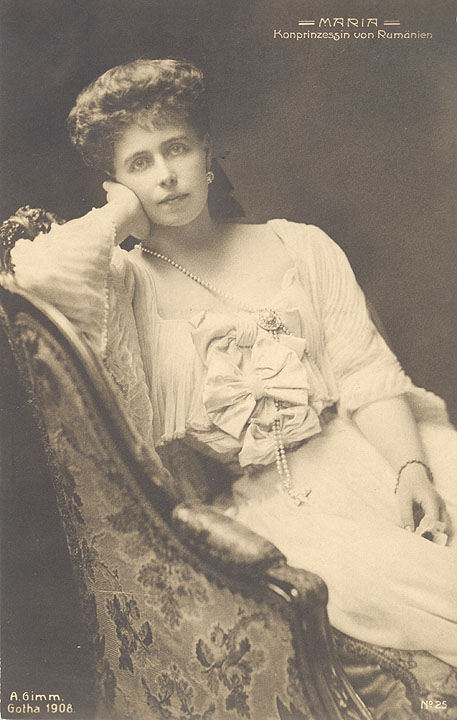
Marie of Romania
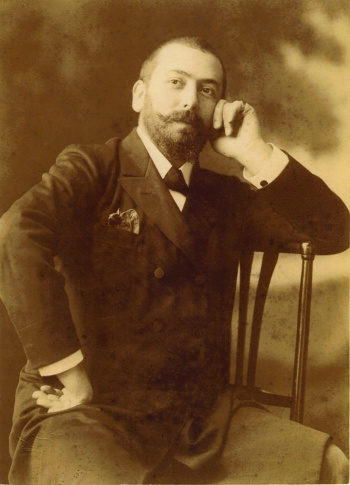
Marius Sestier
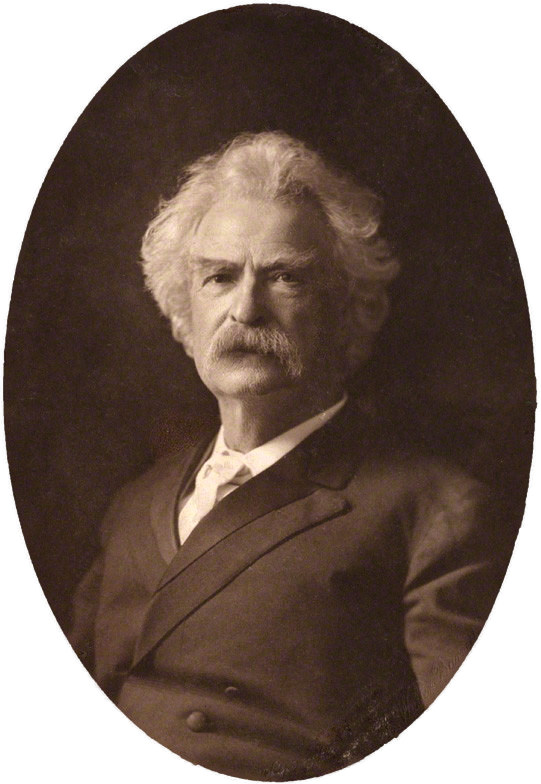
Mark Twain
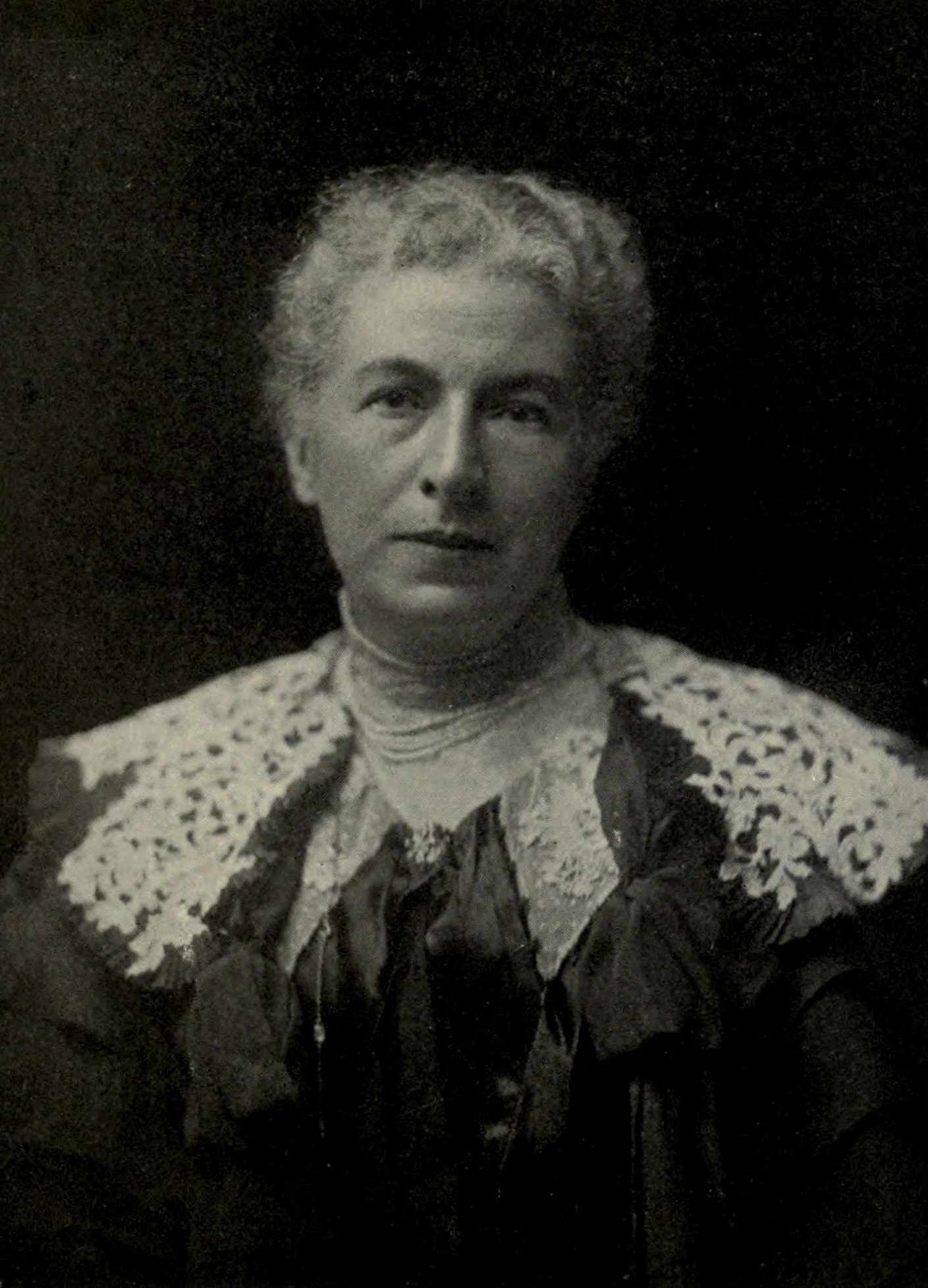
Mary Augusta Ward
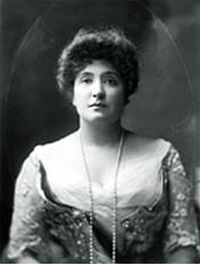
Nellie Melba
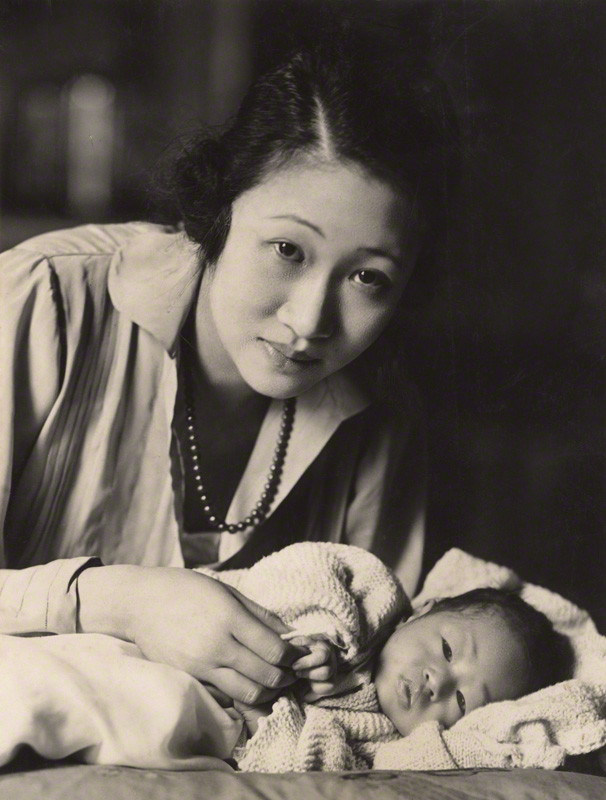
Oei Hui-lan, madam Wellington Koo
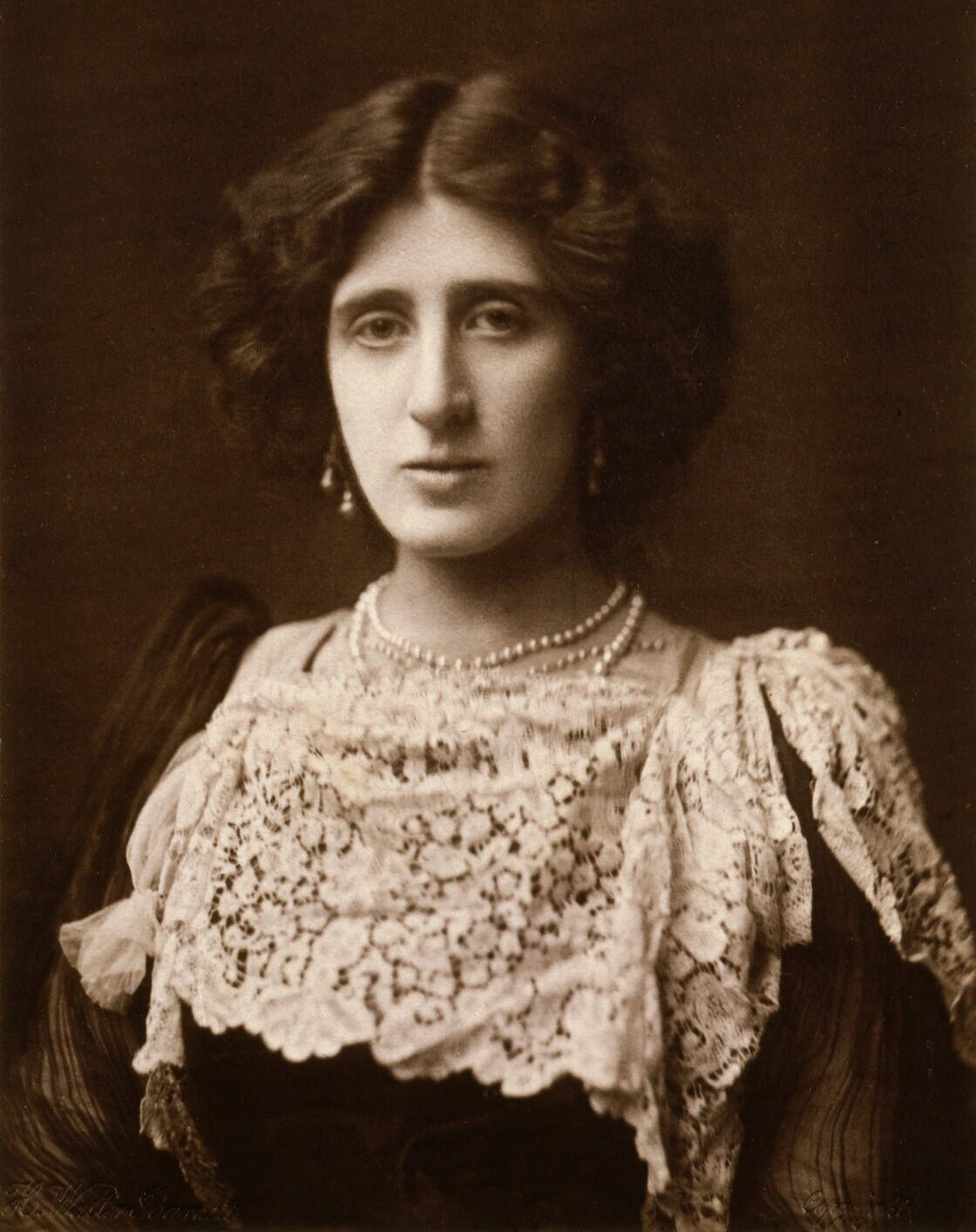
Lady Ottoline Morrell
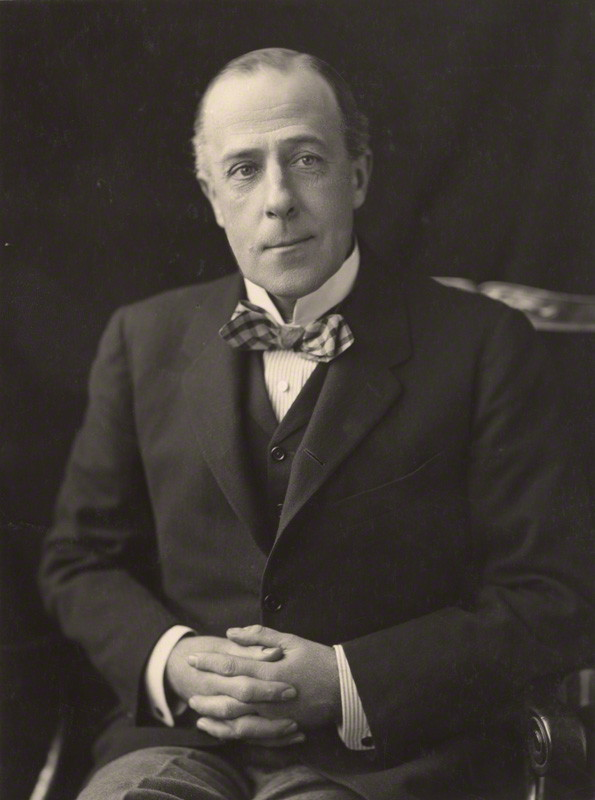
Baron Richard Verney
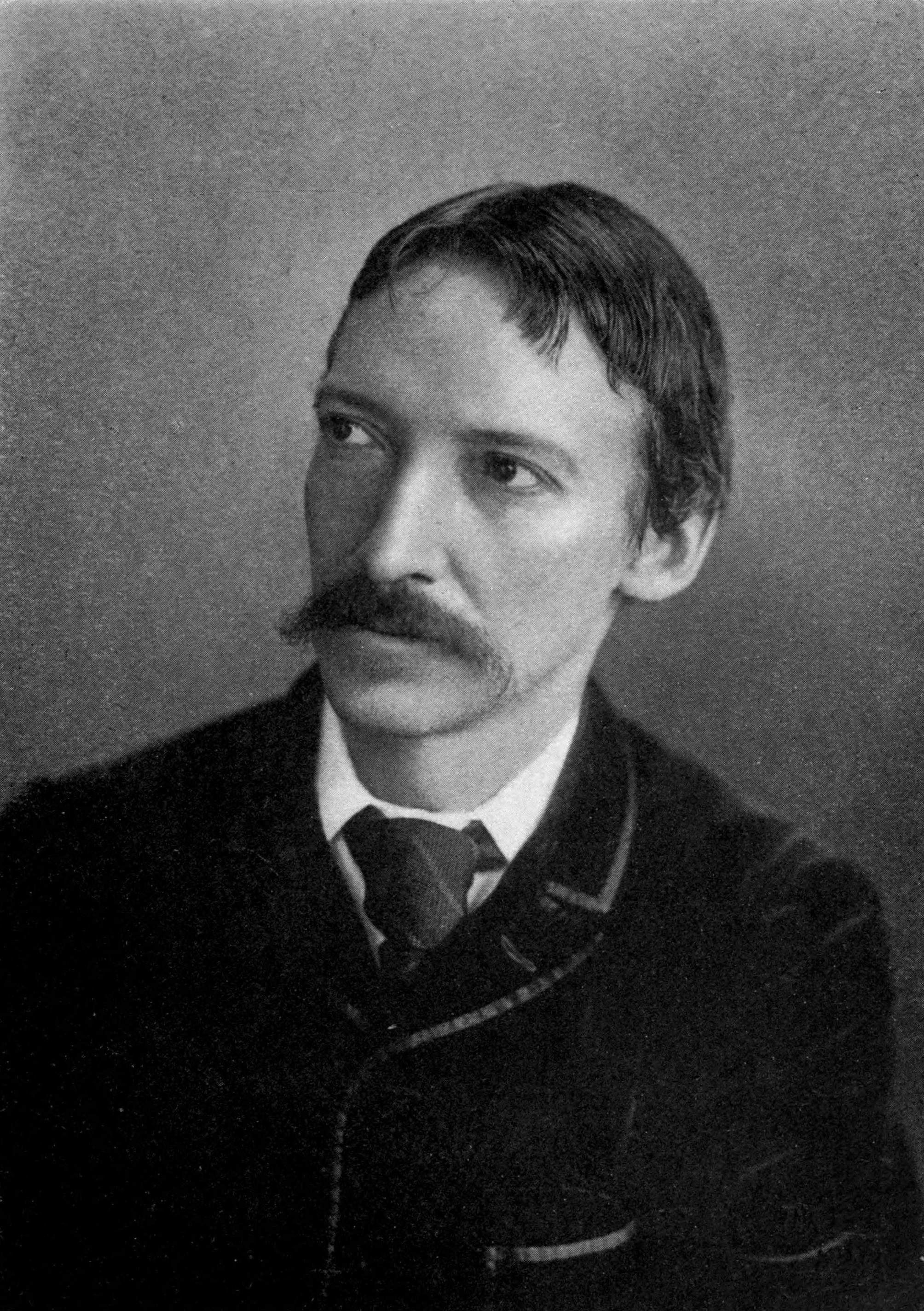
Robert Louis Stevenson
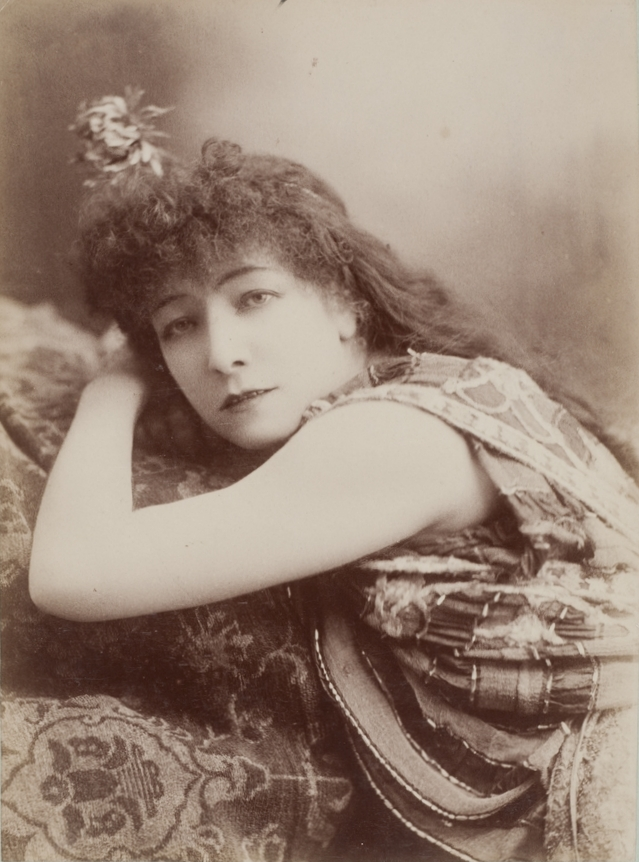
Sarah Bernhardt
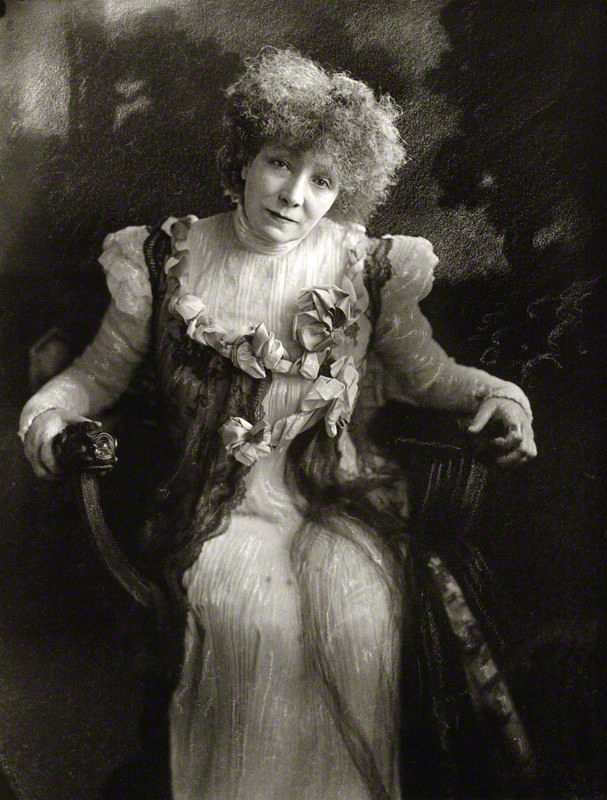
Sarah Bernhardt
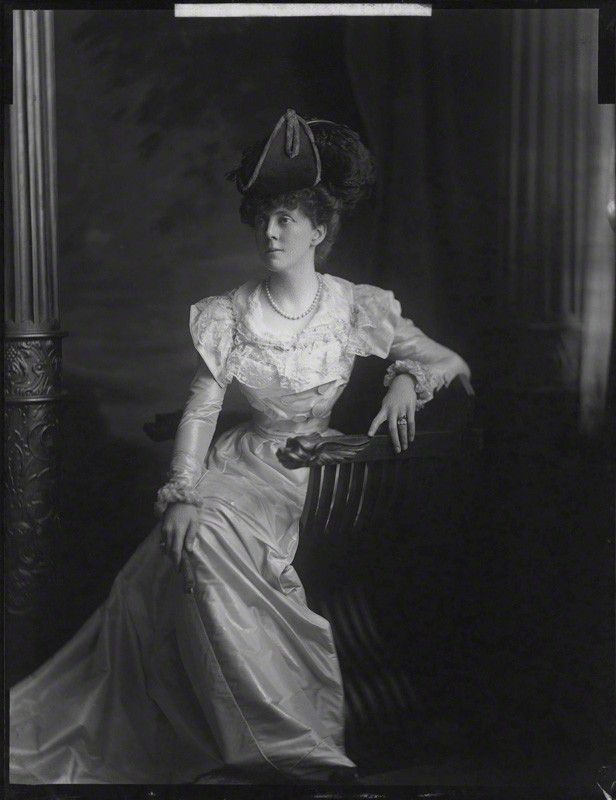
Sarah Wilson válečná korespondentka
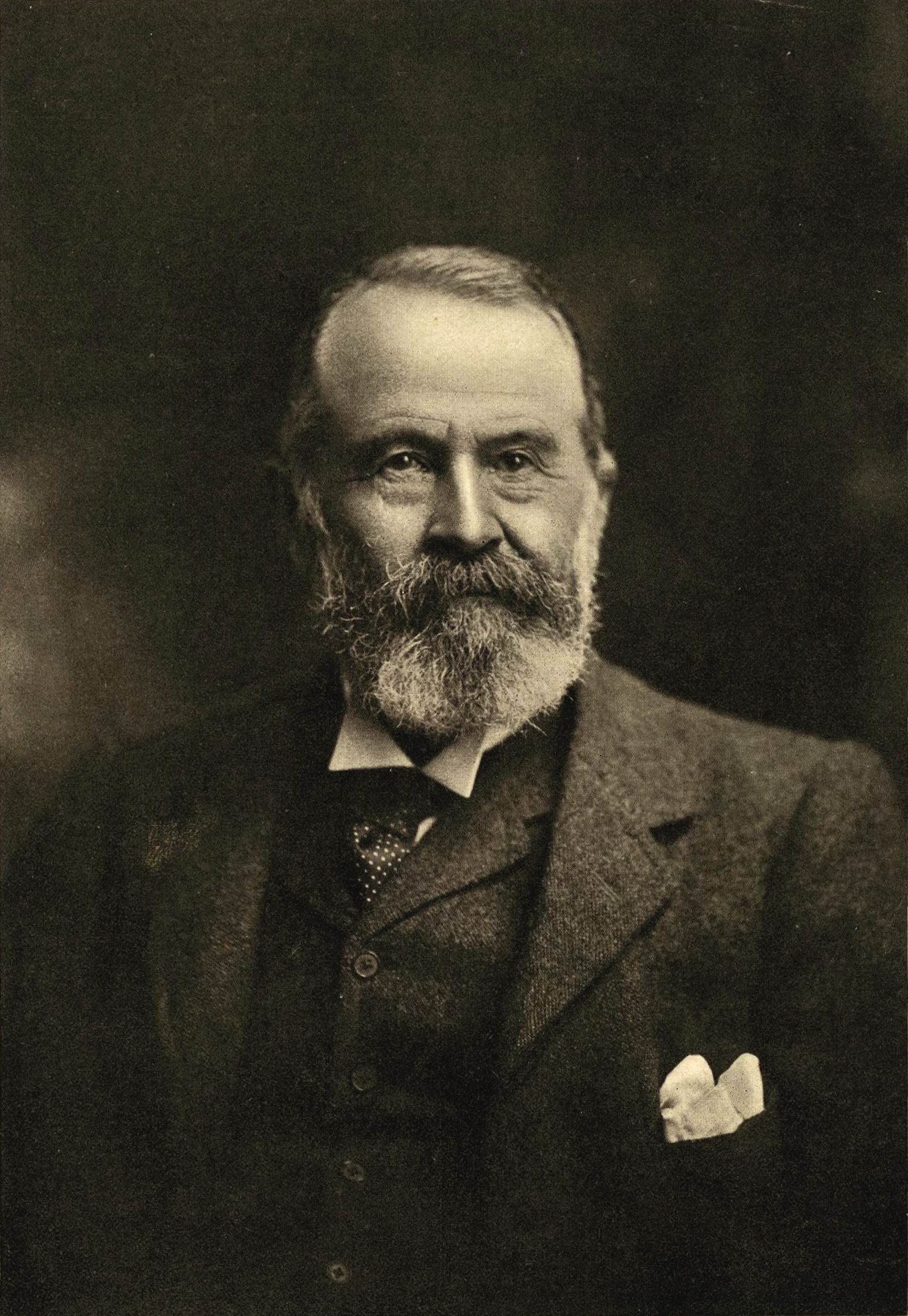
Thomas Alexander Browne
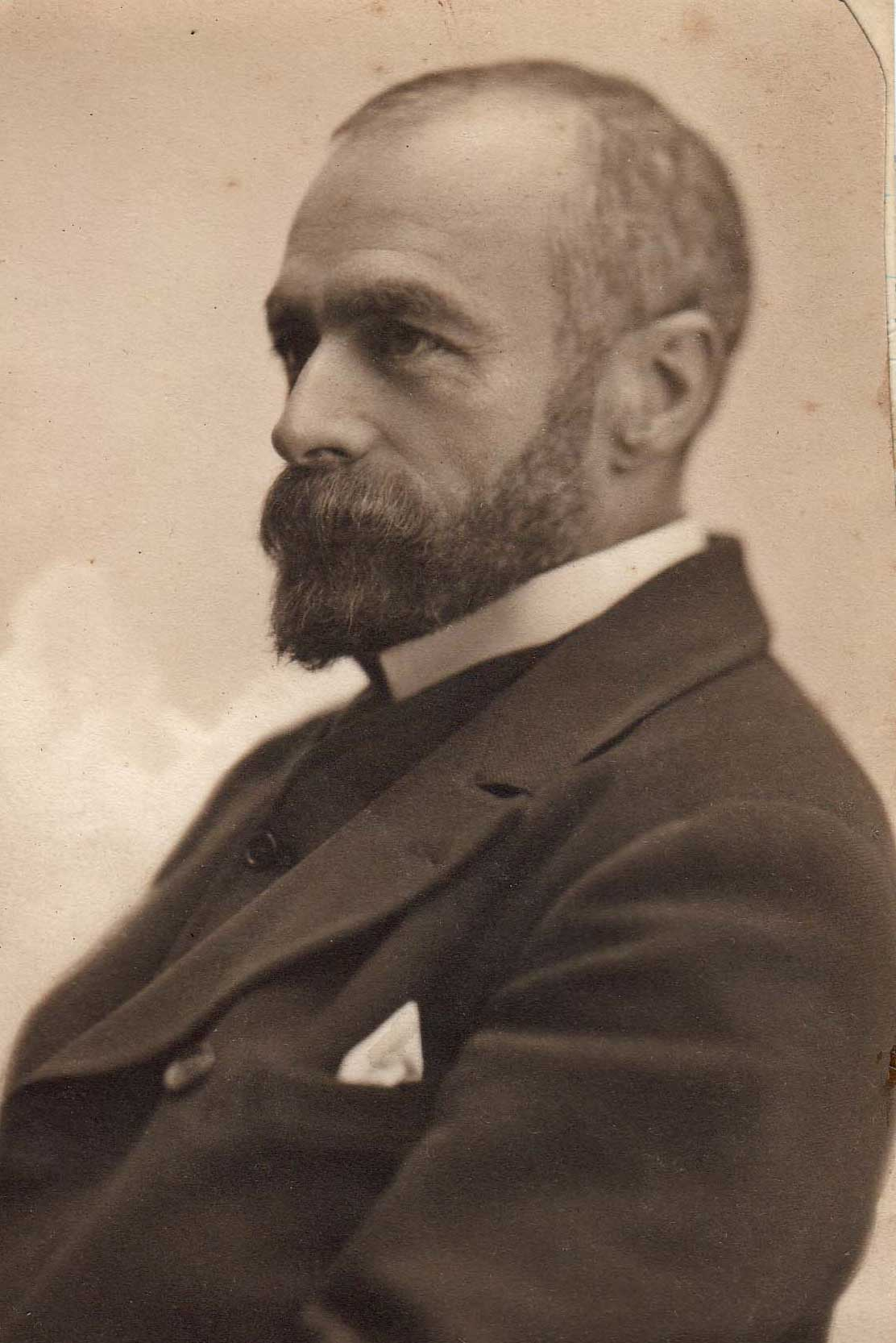
Victor Branford
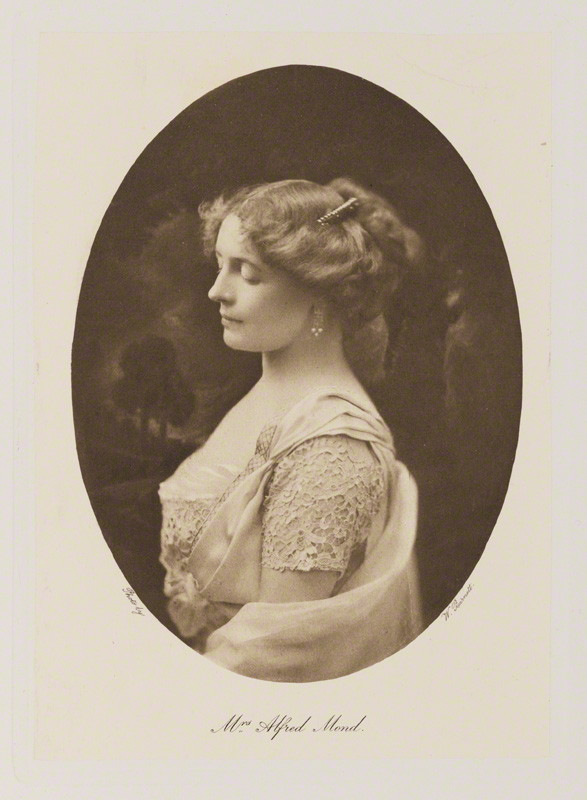
Violet Mond, Baroness Melchett
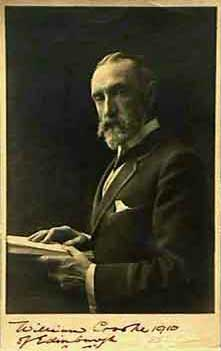
Fotograf William Crooke